# Bluebonnet (Pflanze)
Bluebonnets sind violett blühende Arten der Gattung Lupinen, die vorwiegend im Südwesten der Vereinigten Staaten vorkommen und die Staatsblumen von Texas sind. Die Form der Blütenblätter der Blume ähnelt der Haube (bonnet), die von amerikanischen Pionierfrauen getragen wurde, um sich vor der Sonne zu schützen.

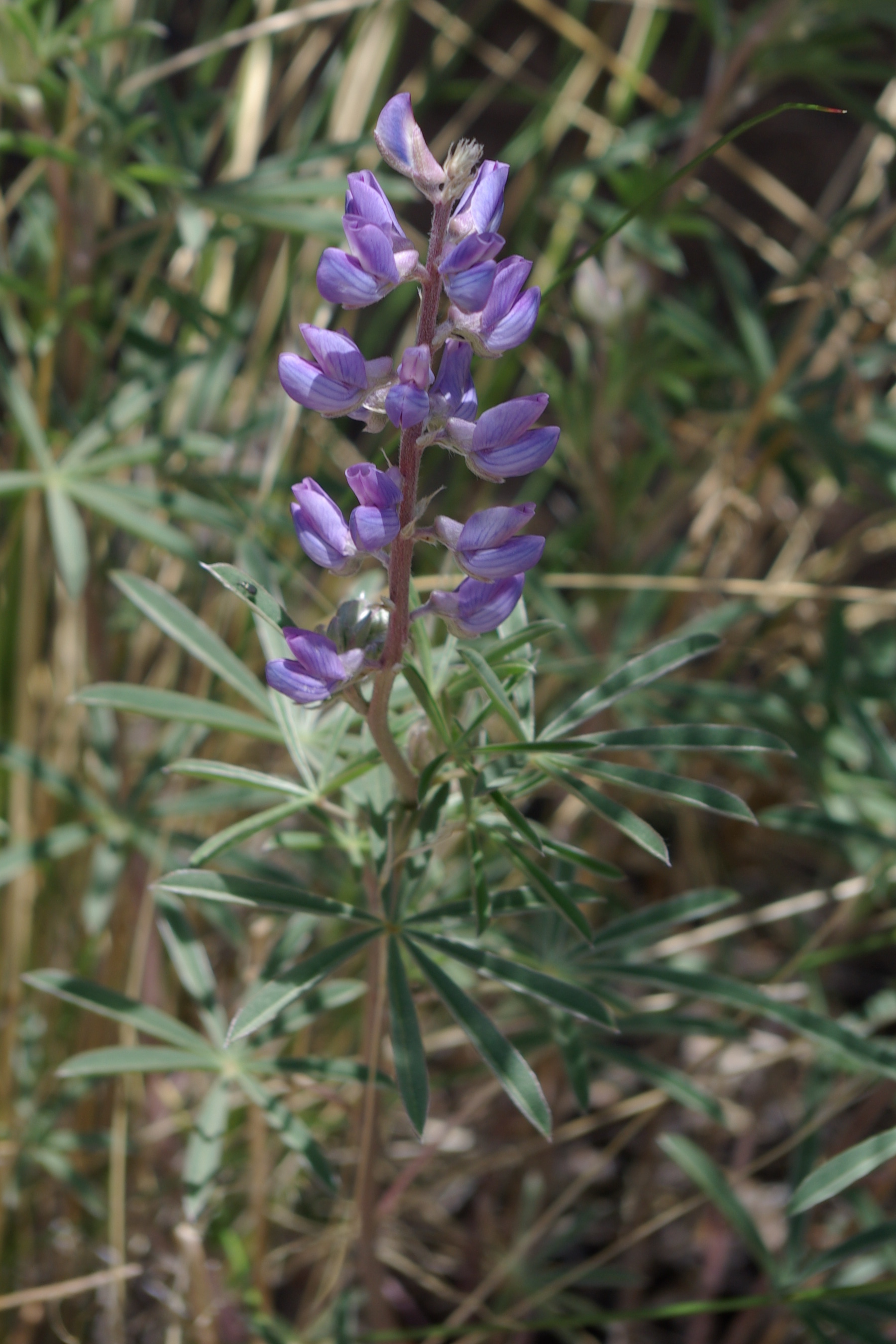
Silberne Lupine (Lupinus argenteus)

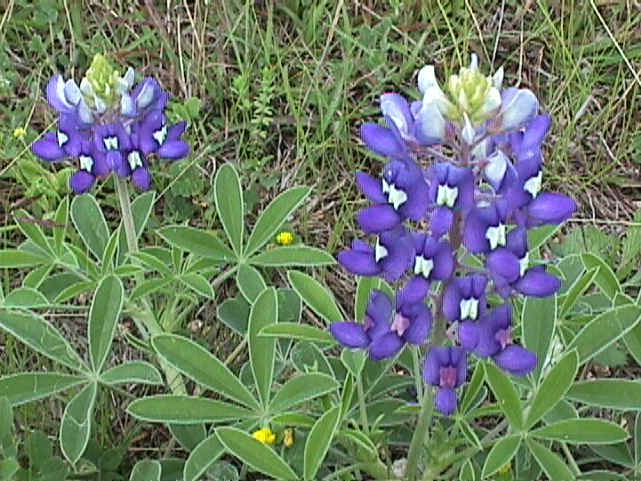
Texas Bluebonnet (Lupinus texensis)

## Arten
Zu den Arten, die oft als Bluebonnets bezeichnet werden, gehören:
- Lupinus argenteus Pursh, Silberne Lupine
- Lupinus concinnus J.Agardh, Bajada-Lupine
- Lupinus havardii S.Watson, Big Bend bluebonnet oder Chisos bluebonnet
- Lupinus perennis L., Wilde Lupine oder Blaue Lupine
- Lupinus plattensis S.Watson, Nebraska-Lupine
- Lupinus subcarnosus Hook., Sandyland bluebonnet oder Büffelklee
- Lupinus texensis Hook., Texas Bluebonnet oder Texas-Lupine

## Geschichte
Am 7. März 1901 wurde Lupinus subcarnosus als einzige Art von Bluebonnet als Staatsblume von Texas anerkannt; allerdings galt Lupinus texensis als Favorit der meisten Texaner. Daher machte die texanische Legislative 1971 jede ähnliche Lupinen-Art, die in Texas vorkommt ebenfalls zur Staatsblume.
In Anlehnung an Lady Bird Johnsons Bemühungen um die Verschönerung der Highways in den Vereinigten Staaten (siehe Highway Beautification Act) regte sie nach ihrem Ausscheiden aus dem Weißen Haus die Anpflanzung einheimischer Pflanzen entlang der texanischen Highways an. Die Blüten der Bluebonnets sind heute im Frühjahr ein häufiger Anblick entlang dieser Highways. Sie dienen als beliebte Kulisse für Familienfotos, und das Department of Public Safety gibt Sicherheitsempfehlungen in Bezug auf Autofahrer heraus, die von den Highways abfahren, um solche Fotos zu machen.